# Кокейто (тауншип, Миннесота)
Кокейто (англ. Cokato) — тауншип в округе Райт, Миннесота, США. На 2000 год его население составило 1238 человек.

## География
По данным Бюро переписи населения США площадь тауншипа составляет 89,1 км², из которых 85,4 км² занимает суша, а 3,7 км² — вода (4,10 %).

## Демография
По данным переписи населения 2000 года здесь находились 1238 человек, 319 домохозяйств и 262 семьи.  Плотность населения —  14,5 чел./км².  На территории тауншипа расположено 348 построек со средней плотностью 4,1 построек на один квадратный километр. Расовый состав населения: 98,55 % белых, 0,16 % афроамериканцев, 0,16 % азиатов, 0,08 % — других рас США и 1,05 % приходится на две или более других рас. Испанцы или латиноамериканцы любой расы составляли 0,48 % от популяции тауншипа. 38,9 % населения составляли финнов, 17,4 % немцев, 15,0 % шведов, 8,4 % норвежцев и 6,3 % ирландцев по данным переписи населения 2000 года.
Из 319 домохозяйств в 49,8 % воспитывались дети до 18 лет, в 75,5 % проживали супружеские пары, в 3,4 % проживали незамужние женщины и в 17,6 % домохозяйств проживали несемейные люди. 14,7 % домохозяйств состояли из одного человека, при том 4,7 % из — одиноких пожилых людей старше 65 лет. Средний размер домохозяйства — 3,88, а семьи — 4,38 человека.
43,2 % населения младше 18 лет, 8,7 % в возрасте от 18 до 24 лет, 24,0 % от 25 до 44, 17,2 % от 45 до 64 и 6,9 % старше 65 лет. Средний возраст — 22 года. На каждые 100 женщин приходилось 110,5 мужчин.  На каждые 100 женщин старше 18 приходилось 108,0 мужчин.
Средний годовой доход домохозяйства составлял 50 139 долларов, а средний годовой доход семьи —  56 250 долларов. Средний доход мужчин —  35 938  долларов, в то время как у женщин — 21 776. Доход на душу населения составил 15 863 доллара. За чертой бедности находились 2,8 % семей и 5,5 % всего населения тауншипа, из которых 7,0 % младше 18 и 6,0 % старше 65 лет.